# Juncus ratkowskyanus
Juncus ratkowskyanus är en tågväxtart som beskrevs av Lawrence Alexander Sidney Johnson. Juncus ratkowskyanus ingår i släktet tåg, och familjen tågväxter. Inga underarter finns listade i Catalogue of Life.